# Okres Uherský Brod
Politický okres Uherský Brod byl v době svého založení v roce 1850 jedním z největších politických okresů na Moravě. Rozkládal se na velké části Slovácka a Valašska a zahrnoval soudní okresy Uherský Brod, Valašské Klobouky a Vizovice. Sídlem okresu byl Uherský Brod.

## Územní změny
S postupem času se uherskobrodský okres zmenšoval: Již v meziválečné době bylo od něj odděleno Vizovicko, které bylo připojeno k nově vytvořenému okresu Zlín. Později po vyčlenění Valašskokloboucka již okres Uherský Brod sestával pouze z měst Uherského Brodu, Bojkovic, Luhačovic a jim přilehlých obcí.

## Zánik politického okresu
V souvislosti s územní reformou v roce 1960 byl okres Uherský Brod zrušen. Uherskobrodsko a Bojkovicko se staly součástí okresu Uherské Hradiště. Okolí Luhačovic bylo připojeno k okresu Zlín.